# Cajun-Akkordeon

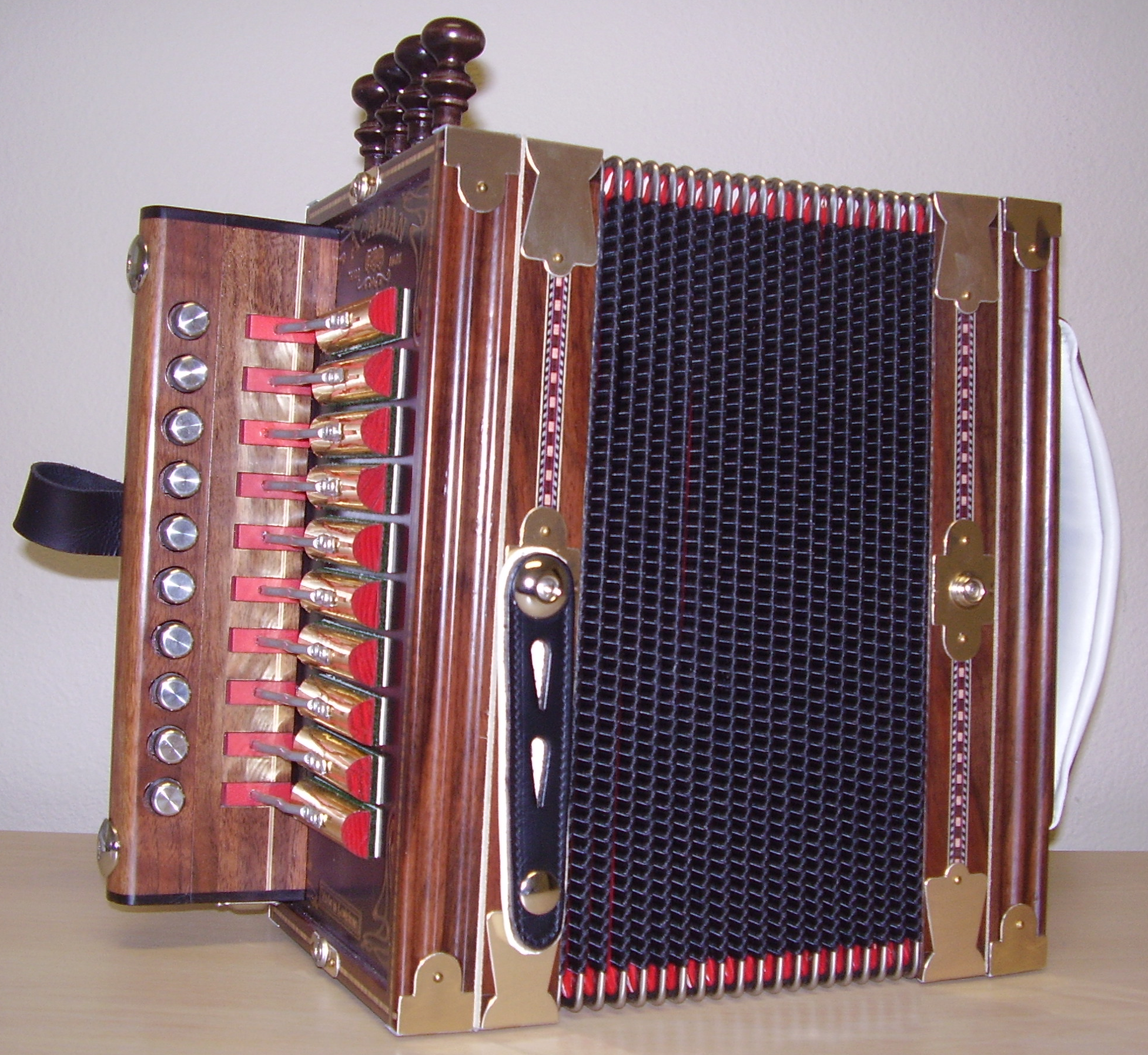
Cajun-Akkordeon

Das Cajun-Akkordeon ist ein einfaches, kleines, diatonisches Knopfakkordeon, das Melodiespiel mit Begleitung ermöglicht. Es ist ein wichtiges Instrument der Cajun-Musik.

## Geschichte
Deutsche Einwanderer brachten um 1880 das deutsche Melodeon nach Louisiana und ins Cajun Country. Das Melodeon wurde dann um 1920 nach Umstellung auf die zu der in der Cajun-Musik als weiteres Hauptinstrument eingesetzten Fiddle besser passenden Tonarten C-Dur und D-Dur rasch in die Musik integriert, da es quasi unverwüstlich war. Außerdem war es ausreichend laut für die wöchentlichen Tanzveranstaltungen in den Scheunen und Hallen, da es noch keine elektrische Verstärkung der Instrumente gab.

## Aufbau und Funktionsweise
Auf der rechten Seite ist das einreihige Griffbrett (one row) mit zehn Knöpfen (10 buttons), auf denen die Melodie gespielt wird. Beim Drücken eines Knopfes ertönt beim Ziehen und beim Zusammendrücken des Balgs jeweils ein anderer Ton. Es können also zwanzig verschiedene Töne gespielt werden. Die Stimmung der Töne richtet sich nach der Grundstimmung des Akkordeons, entspricht also beispielsweise der C-Dur-Tonleiter.
Das Instrument verfügt innen über vier einzeln einzustellende Reihen von Stimmzungen, d. h. für jeden Knopf gibt es vier Zungen, die eine ausreichende Lautstärke erzeugen. Beim Drücken eines Knopfes auf dem Griffbrett wird über eine Feder die zugehörige Luftklappe geöffnet, wodurch die Luft aus dem Inneren des Balgs (bzw. beim Ziehen die Außenluft) durch die Stimmzungen strömt und sie klingen lässt. Die zu jeweils einem Ton gehörenden vier Stimmzungen sind leicht gegeneinander verstimmt (wet). Auf der Oberseite stehen über den Stimmzungen die vier Register (stops), mit denen man in senkrechter Richtung jeweils eine Reihe der Stimmzungen öffnen oder schließen kann. Damit können Klangfarbe und Lautstärke reguliert werden.
Auf der linken Seite befindet sich ein Griffbrett für den Bass- und den Akkordknopf. Mit diesen beiden Knöpfen wird die rechts gespielte Melodie rhythmisch begleitet. Auf der Rückseite gibt es links einen weiteren Knopf, der mit dem Daumenballen betätigt wird. Er dient dem tonlosen Luftholen oder -ablassen beim Spiel, falls je nach Balgöffnung noch mehr oder weniger Luft zum Melodiespiel benötigt wird.